# 江屯福隆里客家大屋
江屯福隆里客家大屋，位于中国广东省肇庆市广宁县江屯镇大连村委，为广宁县的一个县级文物保护单位，类型为古建筑，公布时间为2005年7月。
江屯福隆里客家大屋建于1837年。